# Де лос Сантос, Хуан Крус
Хуа́н Крус де лос Са́нтос да Лус (исп. Juan Cruz de los Santos da Luz; род. 22 февраля 2003, Монтевидео) — уругвайский футболист, нападающий клуба «Ривер Плейт».

## Клубная карьера
Де лос Сантос — воспитанник клуба «Ривер Плейт». 5 марта 2022 года в матче против «Серро-Ларго» он дебютировал в уругвайской Примере. 5 сентября в поединке против «Серрито» Хуан забил свой первый гол за «Ривер Плейт».

## Международная карьера
В 2023 году в составе молодёжной сборной Уругвая де лос Сантос принял участие в молодёжном чемпионате Южной Америки в Колумбии. На турнире он сыграл в матчах против сборных Колумбии, Чили, Боливии, Венесуэлы, а также дважды Эквадора.
В том же году де лос Сантос стал победителем молодёжного чемпионата мира в Аргентине. На турнире он сыграл в матчах против команд Англии, Туниса, Гамбии, США, Израиля и Италии.

## Достижения
Международные
 Уругвай (до 20)
- Победитель молодёжного чемпионата мира — 2023